# Bruce Metzger
Bruce Metzger (Middletown, 9 febbraio 1914 – Princeton, 13 febbraio 2007) è stato un biblista e traduttore statunitense.
Esperto di esegesi biblica e studioso del Nuovo Testamento, è stato docente presso il Seminario Teologico di Princeton e ha fatto parte del comitato editoriale dell'American Bible Society.
Metzger ha scritto e messo a disposizione commentari per molte traduzioni della Bibbia, e ha scritto molti libri. È stato un collaboratore alla versione standard riveduta (Revised Standard Version o RSV in inglese) comprendente gli apocrifi della Bibbia, editore della Reader's Digest Bible (una versione condesata dell'RSV) ed editore generale della New Revised Standard Version. È stato anche uno degli editori del Nuovo Testamento greco standard della United Bible Societies, che si è rivelato il punto di partenza per quasi tutte le traduzioni del Nuovo testamento negli ultimi decenni.
I commentari di Metzger spesso utilizzano una critica storica e radicale, che prova a spiegare le origini letterarie e storiche della Bibbia e la formazione del canone biblico. Ad esempio, Metzger sostiene che la Chiesa delle origini che ha "assemblato" il Nuovo Testamento non abbia considerato l'ispirazione divina come un criterio sufficiente per canonizzare un libro. Metzger afferma inoltre che per la Chiesa della origini era importantissimo che un'opera che descriveva la vita di Gesù fosse scritta da un discepolo o da un testimone di Gesù, ed infatti essa ha considerato altre opere come Il pastore di Erma e le Lettere di Clemente ispirate ma non canoniche. A causa di queste idee, è stato criticato da molti fondamentalisti cristiani che credono che le concezioni di Metzger contraddicano l'idea che la Bibbia sia inerrante nei suoi manoscritti originali.

## Libri e commenti
- Il testo del Nuovo Testamento: Trasmissione, Corruzione e Restituzione (Paideia, 1996)
- Il canone del Nuovo Testamento: Origine, Sviluppo e Significato (Paideia, 1997)
- The Oxford Essential Guide to Ideas and Issues of the Bible (2002 con Michael D. Coogan)
- The Oxford Guide to People & Places of the Bible (2001 with Michael D. Coogan)
- Greek New Testament (2000 con by B. Aland)
- Breaking the Code: Understanding the Book of Revelation: Leader's Guide (1999)
- Revelation 6-16 (Word Biblical Commentary 52b) (1998, with David E. Aune)
- Reminiscences of an Octogenarian (1997) ISBN 1-56563-264-8
- The Canon of the New Testament: Its Origin, Development, and Significance (1997)
- Textual Commentary on the Greek New Testament (1994)
- The Oxford Companion to the Bible (1993)
- The Reader's Bible (1983)
- Lexical Aids for Students of New Testament Greek (1969)
- List of Words Occuring Frequently in the Coptic New Testament (Sahidic Dialect) (1961) - nota: "occuring" è malcompitato nel titolo pubblicato
- Introduction to the Apocrypha (1957)
- The Oxford Concise Concordance to the Revised Standard Version of the Holy Bible (con Isobel M. Metzger)

## Traduzioni
- The NRSV Bible with the Apocrypha, Compact Edition (2003)
- New Revised Standard Version (1989)
- Oxford Annotated Apocrypha: Revised Standard Version (1977)
- The New Oxford Annotated Bible with the Apocrypha, Revised Standard Version, Expanded Edition (1977 con Herbert G. May)
- Oxford Annotated Apocrypha: The Apocrypha of the Old Testament (1977)